# Amblygonit
Amblygonit ist ein eher selten vorkommendes Mineral aus der Mineralklasse der „Phosphate, Arsenate und Vanadate“ mit der idealisierten chemischen Zusammensetzung LiAl(PO4)F und damit chemisch gesehen ein Lithium-Aluminium-Phosphat mit zusätzlichen Fluorionen. Da bei natürlichen Amblygoniten allerdings oft ein geringer Anteil von Lithium durch Natrium und Fluor durch Hydroxidionen vertreten (Substitution, Diadochie) ist, wird in verschiedenen Quellen auch die Mischformel (hier als Kristallchemische Strukturformel) in der Form (Li,Na)Al[(F,OH)|PO4] angegeben.
Es kristallisiert im triklinen Kristallsystem und entwickelt meist zentimetergroße, isometrische bis kurzprismatische Kristalle mit einem glas- bis fettähnlichen Glanz auf den Oberflächen. Es wurden aber auch einzelne Kristalle bis 1,5 m Länge und größer entdeckt. Daneben findet sich Amblygonit auch in Form von körnigen bis massigen Aggregaten.
In reiner Form ist Amblygonit farblos und durchsichtig. Durch vielfache Lichtbrechung aufgrund von Gitterfehlern oder polykristalliner Ausbildung kann er aber auch durchscheinend weiß sein und durch Fremdbeimengungen eine graue bis beige, blassgelbe, lachsrosa, blassgrüne oder blassblaue Farbe annehmen. Seine Strichfarbe ist allerdings immer weiß.

## Etymologie und Geschichte
Der Name Amblygonit ist eine Zusammensetzung von altgriechisch άμβλύς amblýs, deutsch ‚stumpf‘, und γωνία gōnía, deutsch ‚Winkel‘, und bezieht sich auf die Tatsache, dass Amblygonit in unterschiedlichen Richtungen mit jeweils unterschiedlichen Winkeln, aber verschieden von 90°, spaltet.
Erstmals wissenschaftlich beschrieben wurde Amblygonit 1818 von August Breithaupt, der mit dem Mineralnamen auch daran erinnern wollte, dass Amblygonit zuvor mit Skapolith verwechselt wurde, der jedoch in einem Winkel von 90° spaltet.
Da der Amblygonit bereits lange vor der Gründung der International Mineralogical Association (IMA) bekannt und als eigenständige Mineralart anerkannt war, wurde dies von ihrer Commission on New Minerals, Nomenclature and Classification (CNMNC) übernommen und bezeichnet den Amblygonit als sogenanntes „grandfathered“ (G) Mineral. Die seit 2021 ebenfalls von der IMA/CNMNC anerkannte Kurzbezeichnung (auch Mineral-Symbol) von Amblygonit lautet „Aby“.

## Klassifikation
Bereits in der veralteten 8. Auflage der Mineralsystematik nach Strunz gehörte der Amblygonit zur Mineralklasse der „Phosphate, Arsenate und Vanadate“ und dort zur Abteilung „Wasserfreie Phosphate, Arsenate und Vanadate mit fremden Anionen“, wo er gemeinsam mit Montebrasit, Natramblygonit und Tavorit in der „Amblygonit-Reihe“ mit der Systemnummer VII/B.02 steht.
In der zuletzt 2018 überarbeiteten Lapis-Systematik nach Stefan Weiß, die formal auf der alten Systematik von Karl Hugo Strunz in der 8. Auflage basiert, erhielt das Mineral die System- und Mineralnummer VII/B.02-030. Dies entspricht ebenfalls der Abteilung „Wasserfreie Phosphate, mit fremden Anionen F,Cl,O,OH“, wo Amblygonit zusammen mit Griphit, Montebrasit, Tancoit und Tavorit die „Amblygonitgruppe“ mit der Systemnummer VII/B.02 bildet.
Auch die von der International Mineralogical Association (IMA) zuletzt 2009 aktualisierte 9. Auflage der Strunz’schen Mineralsystematik ordnet den Amblygonit in die Abteilung „Phosphate usw. mit zusätzlichen Anionen; ohne H2O“ ein. Diese ist allerdings weiter unterteilt nach der relativen Größe der beteiligten Kationen und dem Stoffmengenverhältnis der zusätzlichen Anionen zum Phosphat-, Arsenat- beziehungsweise Vanadatkomplex (RO4). Das Mineral ist hier entsprechend seiner Zusammensetzung in der Unterabteilung „Mit ausschließlich mittelgroßen Kationen; (OH usw.) : RO4 ≤ 1 : 1“ zu finden, wo es zusammen mit Montebrasit und Tavorit die „Amblygonitgruppe“ mit der Systemnummer 8.BB.05 bildet.
In der vorwiegend im englischen Sprachraum gebräuchlichen Systematik der Minerale nach Dana hat Amblygonit die System- und Mineralnummer 41.05.08.01. Das entspricht ebenfalls der Klasse der „Phosphate, Arsenate und Vanadate“ und dort der Abteilung „Wasserfreie Phosphate etc., mit Hydroxyl oder Halogen“. Hier findet er sich innerhalb der Unterabteilung „Wasserfreie Phosphate etc., mit Hydroxyl oder Halogen mit (AB)2(XO4)Zq“ in der „Amblygonitgruppe“, in der auch Montebrasit und Natromontebrasit eingeordnet sind.

## Kristallstruktur
Amblygonit kristallisiert in der triklinen Raumgruppe P1 (Raumgruppen-Nr. 2) mit den Gitterparametern a = 5,15 Å, b = 7,21 Å; c = 5,06 Å; α = 114,0°, β = 98,6° und γ = 67,2° sowie zwei Formeleinheiten pro Elementarzelle.
Isotyp, d. h. im gleichen Strukturtyp wie Amblygonit kristallisierend sind unter anderem Montebrasit (LiAl(PO4)(OH)) und Tavorit (LiFe3+(PO4)(OH)).

## Eigenschaften
Amblygonit ist in seinen optischen Eigenschaften dem Quarz und Albit sehr ähnlich und wird daher öfter mit ihnen verwechselt. Durch einen Flammentest für Lithium (hält man eine Probe in eine Gasflamme färbt sich diese hell- bis karminrot), seine Dichte und seine ungewöhnliche Spaltbarkeit kann man es von den anderen unterscheiden. Außerdem ist Amblygonit leicht schmelzbar und bläht sich beim Erhitzen auf.

## Bildung und Fundorte

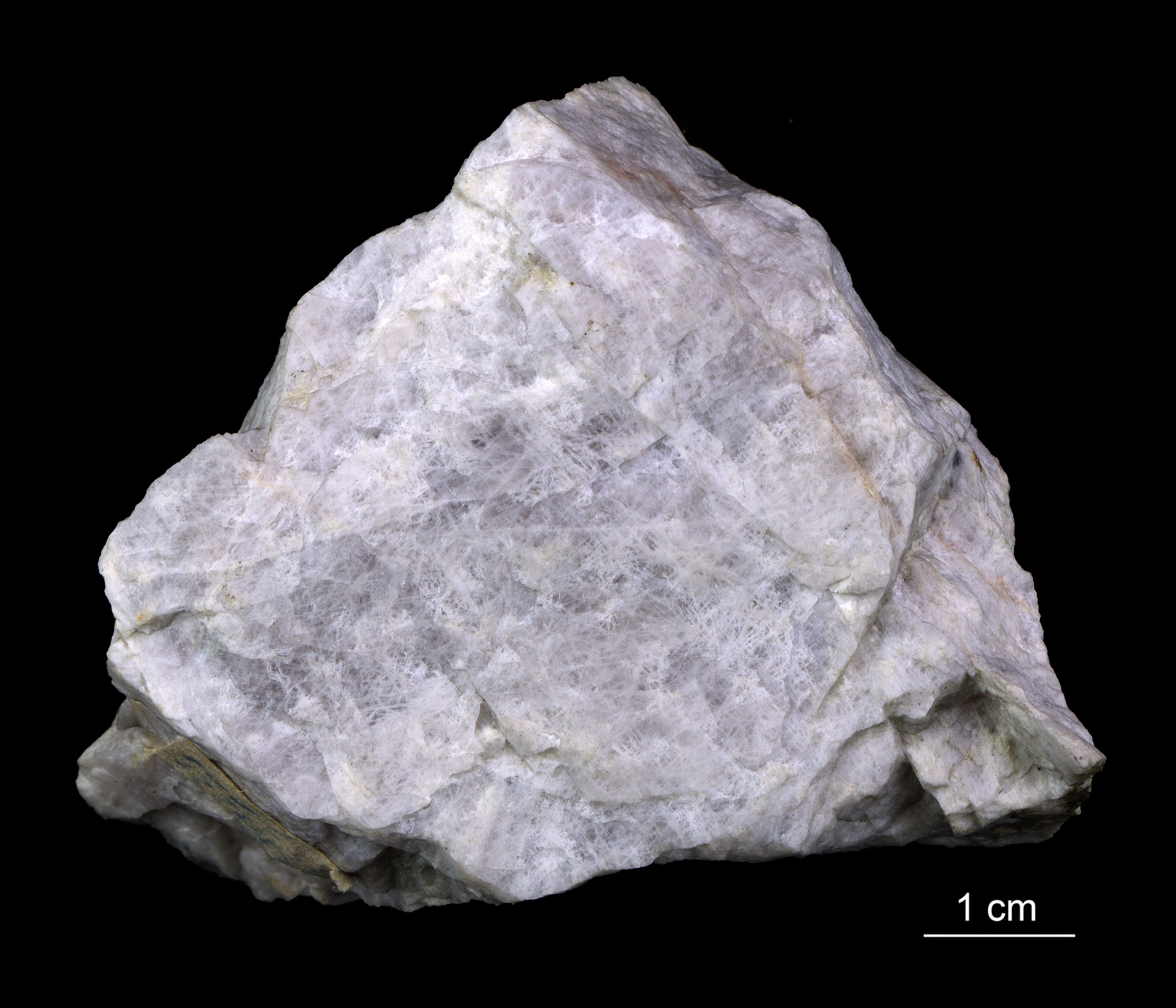
Amblygonit im estnischen Nationalmuseum für Naturgeschichte

Amblygonit bildet sich vorwiegend in magmatischen Gesteinen und ist daher vor allem in Lithium-Pegmatiten zusammen mit Spodumen, Lepidolith bzw. Zinnwaldit oder in Phosphat-Pegmatiten zusammen mit Apatiten, Triphylin bzw. Monazit zu finden. Häufig sind hier auch Vergesellschaftungen mit Erzmineralen wie Kassiterit und Tantalit-(Mn). Eher selten entsteht Amblygonit aus hydrothermalen Lösungen in Greisen oder Ganglagerstätten.
Als relativ seltene Mineralbildung kann Amblygonit an verschiedenen Orten zum Teil zwar reichlich vorhanden sein, insgesamt ist jedoch wenig verbreitet. Weltweit sind bisher rund 330 Vorkommen dokumentiert (Stand 2025).
Fundorte sind unter anderem Laghman in Afghanistan; Córdoba in Argentinien; New South Wales und Western Australia in Australien; Minas Gerais und São Paulo in Brasilien; Henan und Jiangxi in der Volksrepublik China; Chemnitz und Ehrenfriedersdorf in Deutschland; Viitaniemi in Finnland; Manitoba und Nova Scotia in Kanada; Sud-Kivu in der Demokratischen Republik Kongo; Mogok in Myanmar; Utö in Schweden; Böhmen, Mähren und Vernéřov in Tschechien; sowie Black Hills (South Dakota) in den USA.
Riesige Kristalle mit einer Größe von 7,62 m × 2,44 m × 1,83 m und bis zu 102 Tonnen Gewicht sowie blockige Aggregate von bis zu 200 Tonnen Gewicht wurden zudem in der Hugo Mine, Keystone (ebenfalls in South Dakota) entdeckt.

## Verwendung

### Als Rohstoff
Amblygonit ist ein wichtiges Erz zur Gewinnung von Lithium, wird aber auch als Rohstoff in der Keramik-Industrie verwendet.

### Als Schmuckstein

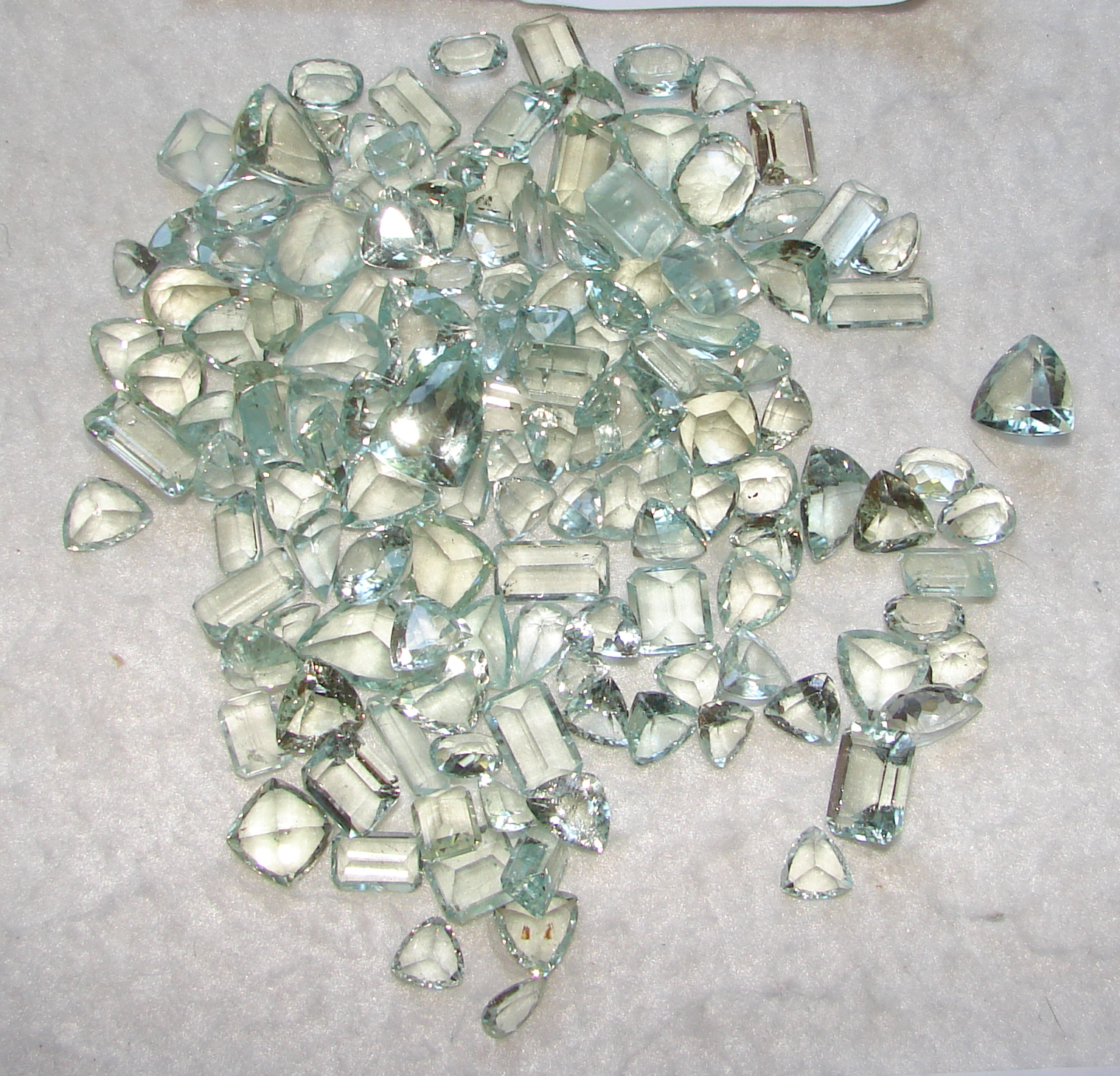
Amblygonite in verschiedenen Schmucksteinschliffen

Amblygonit gehört zu den weniger bekannten Schmucksteinen. Klare Varietäten in Facettenform geschliffen können jedoch den wertvolleren „Edelsteinen“ Brasilianit, Citrin, Goldberyll, Hiddenit anderen zum Verwechseln ähnlich sehen. Weitere Verwechslungsmöglichkeiten bestehen mit Apatit und verschiedenen Skapolithen.